# سوآن ریچ، استرالیای جنوبی
سوآن ریچ (به انگلیسی: Swan Reach) یک روستا در استرالیا است که در استرالیای جنوبی واقع شده‌است. در سمت چپ (یا شرق) رود مورای قرار گرفته.